# Mantas Kvedaravičius
Mantas Kvedaravičius est un anthropologue, archéologue, réalisateur et documentariste lituanien, né le 28 août 1976 à Biržai en Lituanie et mort le 2 avril 2022 à Marioupol en Ukraine au cours de l’invasion de l’Ukraine par la Russie en 2022.

## Biographie
Mantas Kvedaravičius est né le 28 août 1976 à Biržai, en Lituanie. 
Il a étudié à l’université de Vilnius, puis obtient un diplôme en anthropologie sociale de l’université de Cambridge.
Mantas Kvedaravicius est connu pour avoir réalisé les films documentaires Barzakh, qui a obtenu le Prix du Jury œcuménique (mention spéciale) et le prix Amnesty International de la Berlinale en 2011 ; Mariupolis, présenté à la Berlinale en 2016 et récompensé par le prix Mario Ruspoli du Festival International Jean Rouch en 2017 ; et Partenonas (ou Parthenon), présenté en 2019 à la Semaine internationale de la critique de Venise (it). 
Son documentaire posthume Mariupolis 2 est présenté en Seance spéciale au festival de Cannes en mai 2022 et remporte le Prix spécial du Jury de L'Œil d'or,,. Il remporte également le prix du cinéma européen du meilleur film documentaire.

### Mort
Selon le ministère ukrainien de la Défense, Mantas Kvedaravičius est tué le 2 avril 2022 à Marioupol par les forces russes, « une caméra à la main », pendant qu’« il documentait les atrocités de guerre de la Russie » au cours de l’invasion de l’Ukraine alors qu’il tentait de quitter la ville,. 
Selon la médiatrice des Droits de l’Homme au Parlement ukrainien Lyudmyla Denisova, il a été « fait prisonnier par les Russes, il a reçu une balle dans la tête et une dans la poitrine. Les occupants ont jeté son corps dans la rue »,.

## Filmographie
Liste non exhaustive
- 2011 : Barzakh, Prix du Jury œcuménique (mention spéciale), et prix Amnesty International de la Berlinale[2]
- 2016 : Mariupolis[9]
- 2019 : Partenonas (aussi titré[13] Stasis ou Parthenon)[4]
- 2022 : Mariupolis 2, 1h45[14]